# Bahía Cambaceres
La bahía Cambaceres es una bahía en la ribera septentrional del canal Beagle, en la margen sur del sector argentino de la isla Grande de Tierra del Fuego, perteneciente al Departamento Ushuaia de la Provincia de Tierra del Fuego, Antártida e Islas del Atlántico Sur. 
Sus aguas han sido confirmadas como parte soberana de la República Argentina luego de una larga disputa limítrofe con la República de Chile concerniente a la traza del canal Beagle, afectando la soberanía de las aguas e islas de su interior y los espacios marítimos adyacentes.

## Geografía

### Características geográficas
Esta bahía está situada sobre la margen norte del sector medio del paso interoceánico denominado canal Beagle, en la región sudoriental del océano Pacífico Sur. A la bahía la enmarcan cordones montañosos de la porción fueguina de la cordillera de los Andes. La parte central de la bahía Cambaceres se encuentra localizada en las coordenadas: 54°52′57.89″S 67°16′26.39″O / -54.8827472, -67.2739972.
Esta bahía cuenta con una dirección general noroeste-sudeste, y está delineada por una península que la separa de la bahía Varela, y que se conecta con la isla Grande por medio de un istmo de sólo 50 metros de ancho.  Presenta una amplia boca de 830 m, mientras que su penetración es de alrededor de 1300 m. Internamente la bahía Cambaceres no posee islas. Esta bahía es el más oriental de una serie de fiordos engolfados que se desarrollan hacia el oeste hasta la bahía Almirante Brown, y que se dibujan mediante suaves lomadas formadas por sedimentos morrénicos, los que forman penínsulas e islas entre las que destaca la isla Gable.
Características oceanográficas
En el otoño e invierno las mareas de sicigia se presentan durante la noche, mientras que en la primavera y en el verano las mismas ocurren durante el día. Las mayores mareas se producen en junio y diciembre, llegando a 116 cm.

### Origen geológico
La bahía Cambaceres muestra los rasgos de la acción de los glaciares. Un enorme glaciar, que en las últimas fases de las glaciaciones cuaternarias descendía desde la cordillera Darwin, avanzaba por donde hoy se encuentra el canal Beagle formando un valle longitudinal, al cual se le fue puliendo su fondo con la acción abrasiva de los hielos. Posteriormente, ante el retroceso postglacial, los espacios que habían estado ocupados por el hielo fueron invadidos por el mar. Son diversos los rasgos que atestiguan estos procesos geológicos; entre ellos destaca el perfil transversal de forma de "U" que posee su valle, con la berma visible, así como la presencia de morrenas. En las costas de esta bahía es posible observar playas pedregosas y sectores con restingas.  
Entre el 8000 y 3860 años AP, esta bahía se extendía algo más a dentro de la isla Grande, al estar el nivel de las aguas del Beagle a mayor altura. Posteriormente, una disminución de algunos metros en el nivel marino le otorgó sus límites actuales.

### Clima

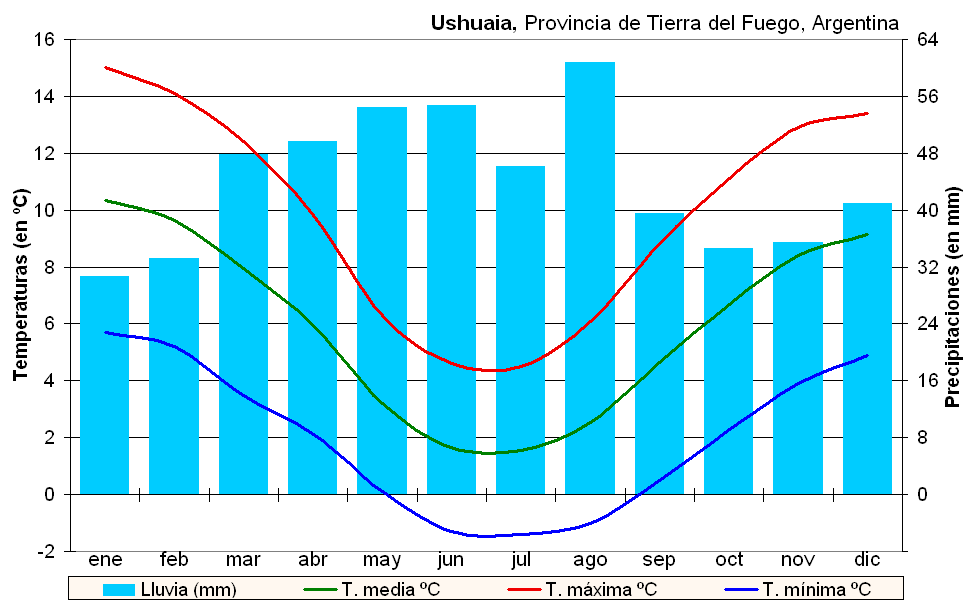
Climograma de Ushuaia, aplicable a la bahía Cambaceres.

El clima de la bahía Cambaceres pertenece al clima oceánico subpolar, o al patagónico húmedo. Posee una temperatura media anual de 5,7 °C y una escasa oscilación térmica anual, que va de -0,3 en julio a 9,4 °C en enero; son extrañas las temperaturas de más de 15 °C en verano o menores a -8 °C en invierno. Los récords de temperaturas absolutas son 29,4 °C (ocurrió en diciembre) y -25,1 °C (ocurrió en julio). Tal es lo persistente del frío que en pleno verano austral se han registrado eventuales nevadas, o temperaturas de solo -6 °C. Las precipitaciones, que en invierno suelen ser en forma de nieve, están repartidas equitativamente a lo largo del año sumando un total de 524 mm pero, si bien parecerían exiguas, a causa de la constante temperatura baja se tornan suficientes para otorgarle a esta bahía un clima húmedo; también ayuda para ello el alto promedio de días con alguna precipitación —200 días al año—, siendo también alto el número de días nublados o brumosos.

### Riqueza biológica
Ecorregionalmente sus costas pertenecen a la ecorregión terrestre bosque subpolar magallánico, mientras que las aguas de esta bahía se incluyen en la ecorregión marina canales y fiordos del sur de Chile.

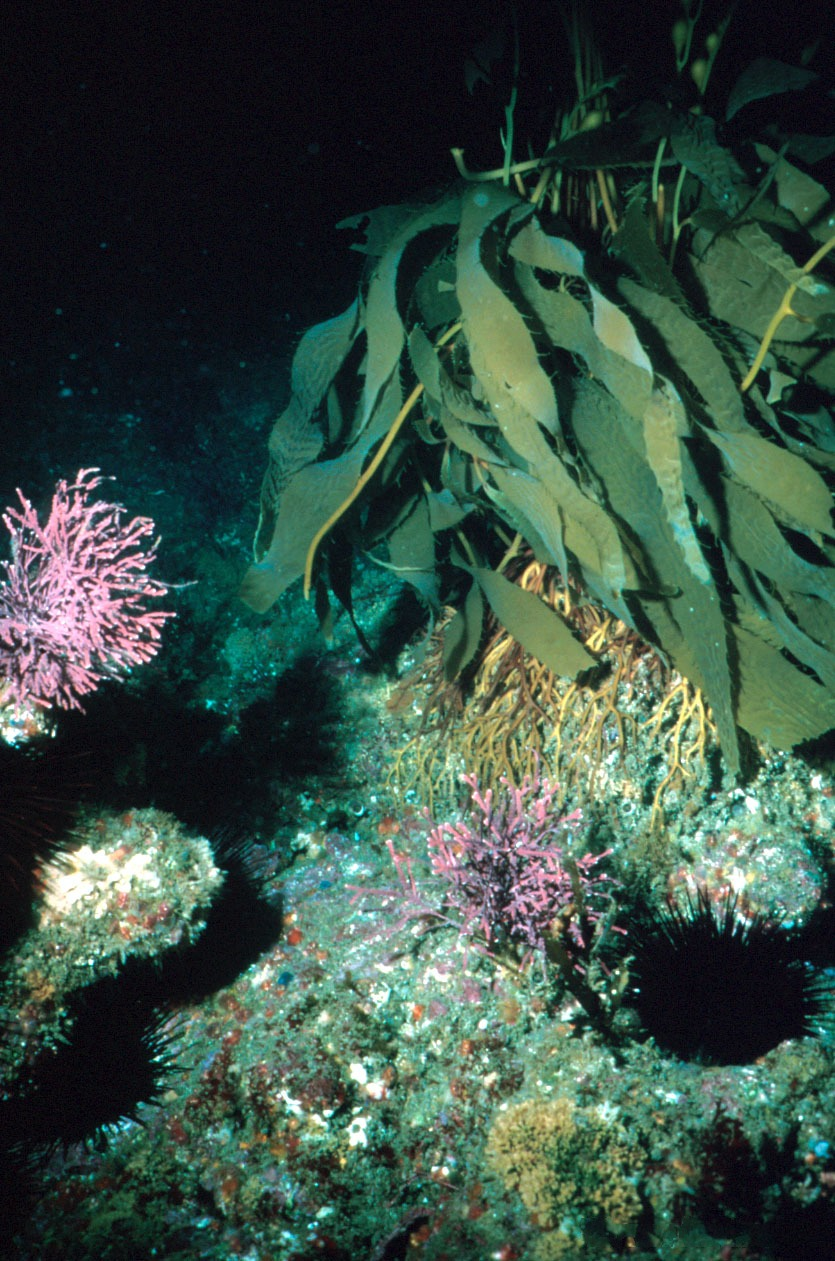
Cachiyuyos gigantes.

#### Fauna

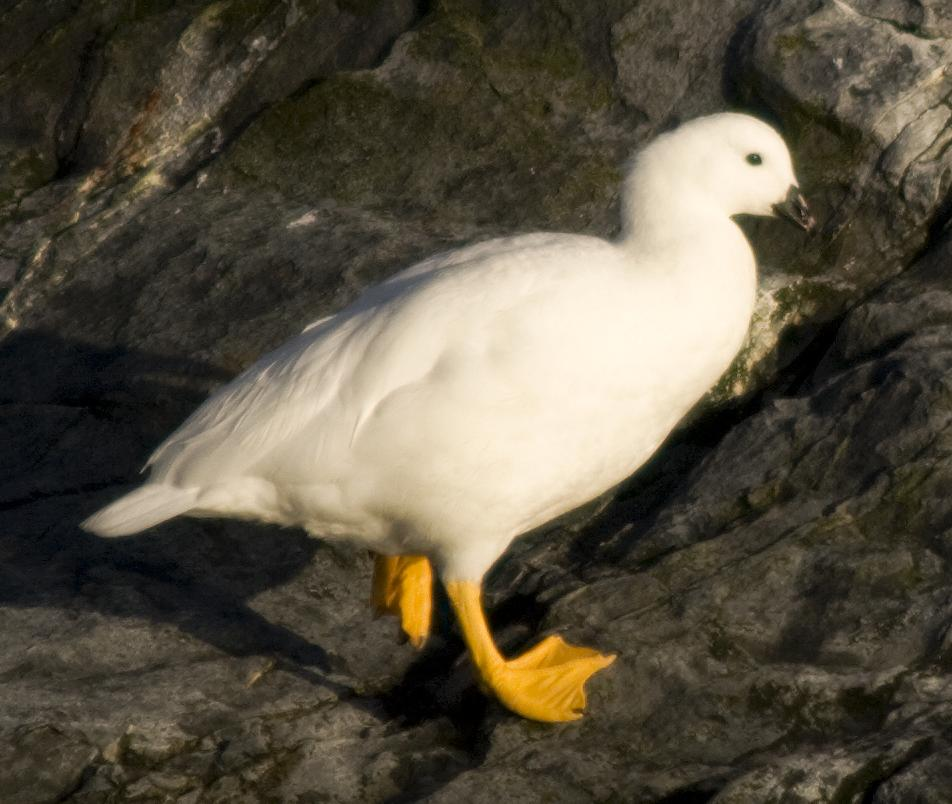
caranca o cauquén de mar.

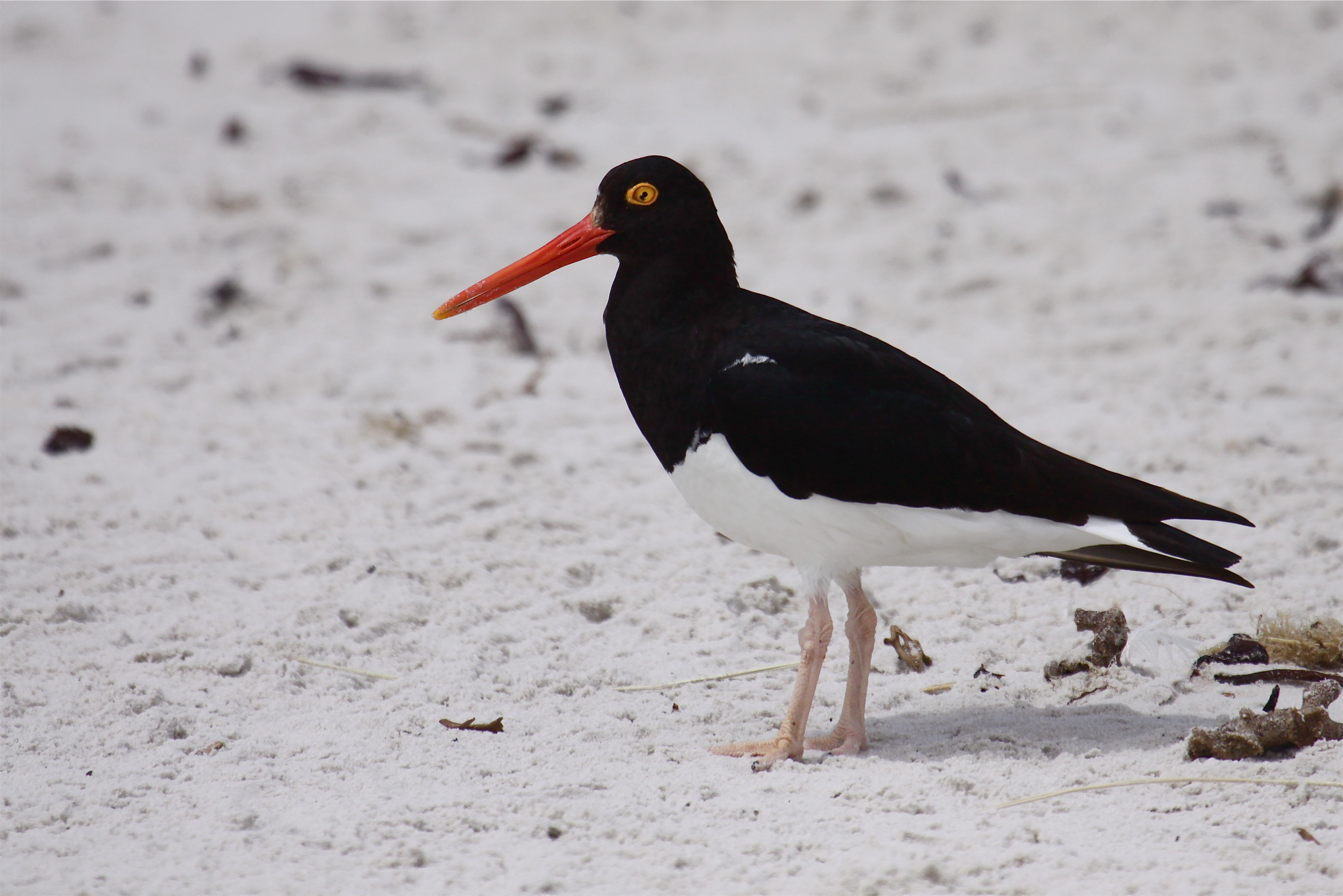
ostrero austral.

Sus aguas y costas cuentan con especies típicas del sudeste del océano Pacífico, siendo comunes en el sur de Chile, por ejemplo el pato vapor austral.
Las aguas de esta bahía son ricas en peces y diversos invertebrados, de los cuales se destaca especialmente la centolla patagónica de carne conocida por su delicado sabor, constituyéndose en el plato culinario típico de la comarca. Eventualmente penetran en sus aguas cetáceos, además de lobos marinos de un pelo y de dos pelos sudamericano, si bien presentan sus apostaderos en archipiélagos ubicados más hacia el occidente, al igual que variadas aves marinas como las gaviotas australes, y  cormoranes imperiales.

#### Flora
Fitogeográficamente las costas de la bahía Cambaceres se encontraban cubiertas de altos bosques pertenecientes al distrito fitogeográfico subantártico magallánico de la provincia fitogeográfica subantártica, los que en forma de parches aún se encuentran presentes.  
En sectores de las aguas de bahía Cambaceres se presentan bosques sumergidos de cachiyuyos gigantes, algas pardas de enormes proporciones, la cual sostiene una rica biodiversidad marina. 

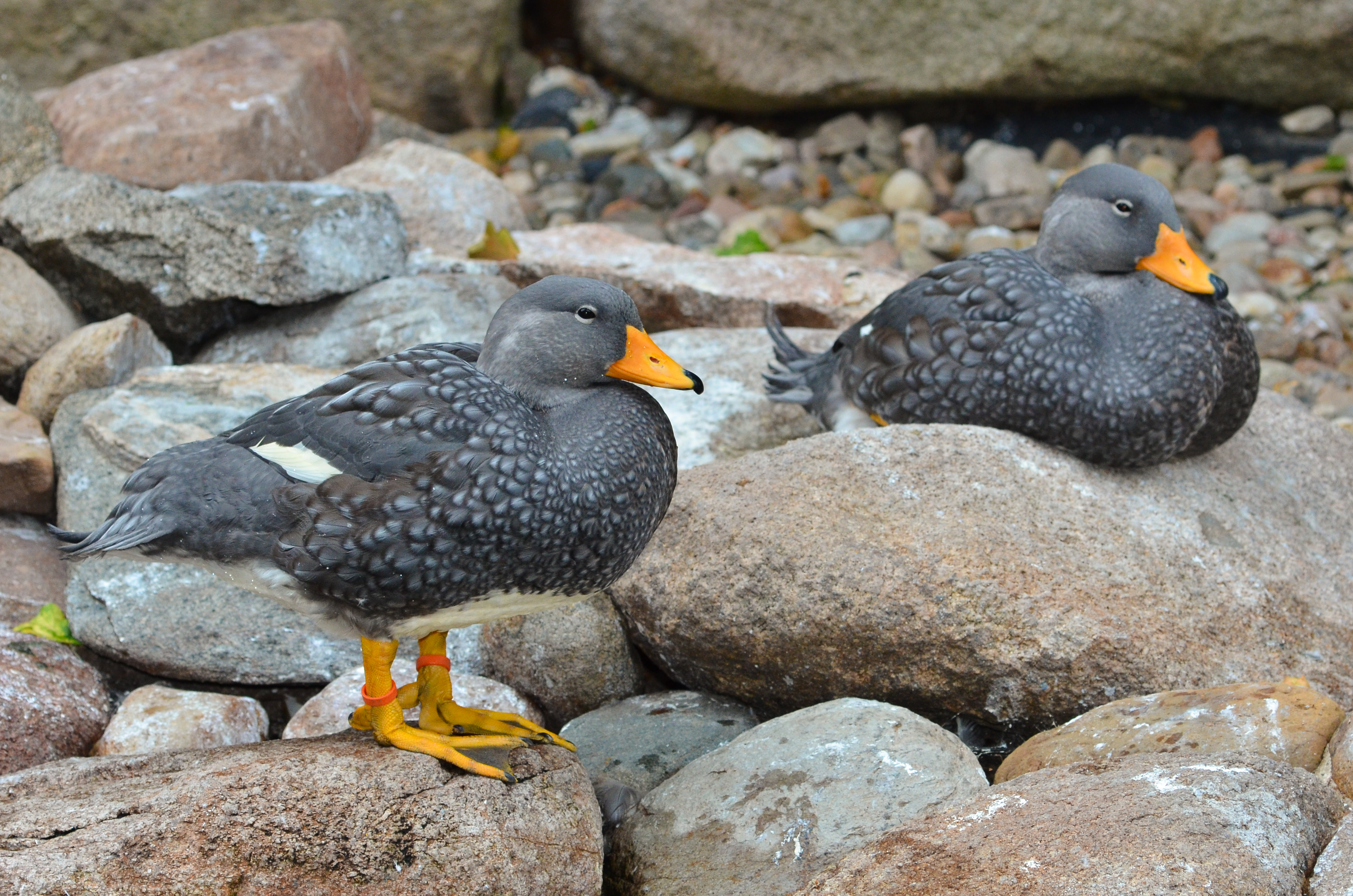
Pareja de pato vapor austral.

## Historia

### Primitivos habitantes
Cazadores, mariscadores, y recolectores, de la parcialidad wakimáala o central, de la etnia amerindia canoera de los yámanas o yaganes fue la que primitivamente habitó las aguas y riberas de esta bahía, explotando sus recursos biológicos. Se alimentaban de aves y mamíferos marinos, así como de mejillones  (Mulinia edulis, Mytilus chilensis, Aulacomya atra, Yoldia), etc. Estos indígenas fueron sus únicos habitantes hasta la llegada de los colonos occidentales, en la segunda mitad del siglo XIX. En sus riberas fueron exhumados artefactos óseos decorados, provenientes de dos 
sitios arqueológicos: Imiwaia I y Lanashuaia I, así como restos de moluscos que constituían su alimento.

### Descubrimiento y colonización occidental
El primer occidental en navegar las aguas frente a esta bahía lo hizo la primera quincena de mayo de 1830; fue el asistente cartográfico de Robert Fitz Roy, el guardiamarina del almirantazgo británico John Lort Stokes, sobre un bote ballenero, una embarcación auxiliar del navío HMS Beagle (luego él sería su capitán y se le otorgaría el cargo de almirante). Partiendo del oriente de la isla Lennox hacia el norte, sin haberse detallado si empleó la ruta que rodea a la isla Picton por sus riberas este y norte o si lo hizo por su ribera occidental; llegó al paso Moat y a las márgenes de la isla Grande, y de allí tomó por el Beagle hacia rumbo oeste, pasó frente a este bahía, hasta llegar a las proximidades de la isla Gable, y luego volvió a su punto de partida, posiblemente por paso Picton.
Esta bahía forma parte de la estancia Harberton, el primer establecimiento agropecuario de todo el sur del archipiélago fueguino, el primero del sector argentino, y el primero que introdujo ganado vacuno y lanar a la isla. Fue gracias a la donación de 20 000 hectáreas por parte del estado argentino (firmada el 28 de septiembre de 1886 por el presidente Julio Argentino Roca) al reverendo Thomas Bridges y su familia, en agradecimiento a las tareas realizadas con los aborígenes fueguinos.
En la década de 1990, las ovejas fueron vendidas al perder rentabilidad, continuando solamente con ganado vacuno, además de un aprovechamiento turístico, ya que está abierta al público en la temporada más templada, desde el 15 de octubre al 15 de abril.

### Etimología toponímica
Etimológicamente, el topónimo “Cambaceres” es un epónimo que honra al apellido de  Antonio Cambaceres, quien fuera el presidente del Congreso de la Nación el cual aprobó la donación de tierras a la familia de Thomas Bridges,  siendo el propio Bridges quien la bautizó de ese modo.  
Anteriormente, el misionero anglicano Allen Francis Gardiner, la había denominado "Bloomfield" que en inglés quiere decir ‘pradera en flor’.
Sin embargo, el nombre que le daban sus primitivos pobladores, la etnia yámana en su propia lengua era Lanushuaia o Lanuswaia, que significa: ‘bahía del pájaro carpintero’ que se forma mediante "lanus" palabra con que denominaban al ‘pájaro carpintero’ y "waia" que significa ‘puerto, bahía o caleta’.

### Disputa por su soberanía
La bahía Cambaceres se vio envuelta en la disputa limítrofe entre la Argentina y Chile, conocida como Conflicto del Beagle.
En 1971 ambos países acordaron en un Compromiso de Arbitraje someter la soberanía de las aguas e islas de dicho canal a la sentencia de un Tribunal Arbitral que debía dar a conocer su decisión a la reina Isabel II de Inglaterra. Una interpretación en Chile del texto del tratado limítrofe de 1881, conocida como Tesis Fagalde, determinaba que el límite binacional terminaba en la costa austral de la isla Grande de Tierra del Fuego, y la totalidad de las aguas del canal, junto con todas sus islas, serían chilenas. Si este fuera el caso, la Argentina tendría una costa seca, es decir tendría costa, pero no acceso al mar. Entre quienes sostuvieron esa tesis destacan, quien la esbozaría en 1905, el periodista Arturo Fagalde, y el estudioso Jaime Eyzaguirre, quien así la describía:

Luego la línea no se introduce en el canal, no lo comprende, queda fuera de él, sólo lo toca en su borde superior. El canal resulta así entero de Chile. Si el Tratado hubiera dicho que la línea llegaba hasta el medio o centro o hasta el eje del canal, se habría entendido que la mitad Norte del mismo correspondería a Argentina y la mitad Sur a Chile. Pero habría que torcer los términos claros del acuerdo para llegar a esta conclusión.

Esta interpretación fue llevada por Chile en la consulta al Tribunal Arbitral que dictó luego el Laudo Arbitral de 1977, pero solo como petitorio alternativo, en el punto segundo al final de las audiencias orales del 14 de octubre de 1976. En su falló la corte arbitral señaló que toda atribución de un territorio debe ipso facto traer aparejado sus aguas anexas, por lo tanto consideró inaceptable la tesis chilena. Seguidamente demarcó la traza del límite binacional sobre el canal de Beagle, otorgándole a la Argentina las aguas, islas, e islotes ubicados al norte de dicha línea, entre ellas a la bahía Cambaceres. Si bien posteriormente la Argentina declararía insanablemente nula a la decisión arbitral, en las negociaciones binacionales de los años posteriores al fallo el resultado del laudo en este sector fue respetado. El conflicto se solucionó finalmente con la firma del Tratado de 1984, en donde ambos gobiernos, bajo un proceso de mediación del papa Juan Pablo II, en el sector del canal Beagle reconocieron como frontera la trazada por el Laudo Arbitral (aunque sin nombrarlo explícitamente en el tratado), lo cual refrendó definitivamente la soberanía argentina sobre la bahía Cambaceres.

## Infraestructura y acceso
Su ribera oriental es fácilmente accesible, empleando cualquier tipo de automóviles y durante todo el año, mediante el recorrido de un camino provincial, en parte enripiado, que desde la Ruta Nacional 3 se desvía hacia el sur en el paraje “Rancho Hambre” con el nombre de ruta provincial N.º 33 -ex Complementaria “J”-, y alcanza el saco más septentrional de la bahía Almirante Brown. Desde ese punto la misma carretera prosigue hacia el este en tierras de la Estancia Harberton, contorneando las costas del Beagle como una ruta costera bajo el mismo nombre, y costea parte de las bahías Relegada,  Harberton y Varela, hasta llegar a la bahía Cambaceres. 
Se puede continuar por el mismo camino con rumbo oriental, arribando finalmente en el kilómetro 90 hasta el destacamento argentino Prefectura “Cabo Segundo Jorge Eduardo López” (exMoat), unidad que se encuentra en la punta Moat, frente a las aguas del paso Moat. En todo el recorrido los bosques y costas que lo limitan son adecuados para el avistamiento de aves, destacando las especies marinas. En el trayecto se pueden contemplar distintas vistas del canal Beagle, y de la chilena isla Navarino.